# 風月堂 (東京都新宿区)
風月堂（ふうげつどう）は、日本の喫茶店。東京都新宿区にて、1946年から1973年まで営業した。名曲喫茶の先駆けともいえる。

## 来歴
横山五郎が、家業の潤沢な資金とクラシックレコードのコレクションを売りとして、新宿東口の角筈（つのはず）1丁目（後の新宿3丁目の新宿三越アルコット→ビックロ付近）に開業。
戦時中禁止されていたクラシックレコードをかける喫茶店としてスタートした。
滝口修造、白石かずこ、天本英世、三枝成章、三國連太郎、ビートたけし、野坂昭如、五木寛之、岡本太郎、栗田勇、岸田今日子、長沢節、朝倉摂、谷川俊太郎、唐十郎、安藤忠雄、寺山修司、若松孝二、高田渡、蛭子能収ら、若き才能が数多く集った。レコードのコレクションは充実しており、NHKも借用にくるほどであった。
1964年の東京オリンピックでは、外国人観光客向けガイドブックでも「日本のグリニッジ・ヴィレッジ」と紹介され、外国からの若者やヒッピーの間でも「Fugetsudo」の名は東京の代名詞にまでなり、若者文化の聖地、若き才能の坩堝と呼ばれるまでになった。
1960年代後半の全共闘運動時代には反戦運動の活動家や学生が出入りするようになり、公安警察が監視していた。作家・山崎朋子は、店のウエイトレスをしていたこともある。ベトナムに平和を!市民連合活動家の拠点ともなり、ベトナム戦争従軍米兵の脱走兵を保護していたことも度々あった。さらにフーテンも出入りするようになり、かつての芸術喫茶は大きく変貌を余儀なくされ、常連の客足も遠退き、1973年8月31日、戦後の新宿文化を象徴した名曲喫茶「風月堂」は閉店し、27年の歴史に幕を閉じた。現在は、IDC大塚家具新宿ショールームが入る三越新宿店南館共同ビルの壁面にプレートが残るのみである。

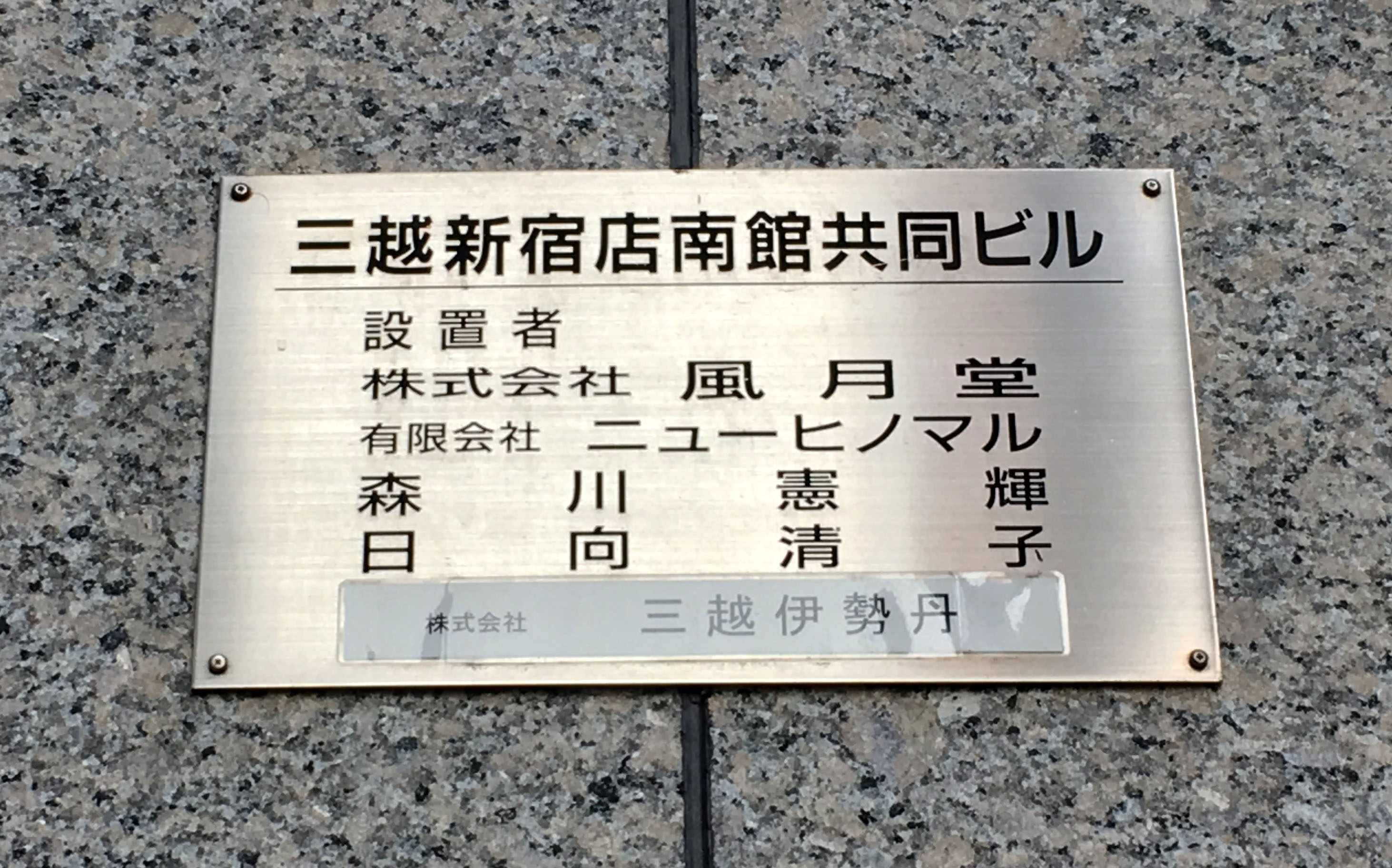